# Nässjö kommun
Nässjö kommun är en kommun i Jönköpings län. Centralort är Nässjö.
Kommunen ligger på det som brukar benämnas småländska höglandet. Omkring 70 procent av kommunens yta är bevuxen med skog, men uppodlade områden i dalgångarna ger området en ålderdomlig karaktär. I sprickdalarna finns långsträckta smala sjöar vilka omges av terrasser, platåer, rullstensåsar, deltan och dödisgropar. 
Det lokala näringslivet karaktäriseras av småföretag; framförallt inom tillverkningsindustrin där många företag har fem eller färre anställda.  
Efter en nedåtgående befolkningstrend vände det 2010 och befolkningen ökar återigen. 
Socialdemokraterna har varit största parti i samtliga val, de har också varit en del av den styrande koalitionen sedan åtminstone 1994. 

## Administrativ historik
Kommunens område motsvarar socknarna: Almesåkra, Barkeryd, Bringetofta, Flisby, Forserum, Malmbäck, Norra Sandsjö, Norra Solberga och Nässjö. I dessa socknar bildades vid kommunreformen 1862 landskommuner med motsvarande namn. 
Nässjö municipalsamhälle inrättades 12 augusti 1881 och uppgick i Nässjö köping som bildades 1890 genom en utbrytning ur Nässjö landskommun. Köpingskommunen ombildades 1914 till Nässjö stad. 1948 införlivades Nässjö landskommun i staden. Bodafors köping bildades 1930 genom en utbrytning ur Norra Sandsjö landskommun. Forserums municipalsamhälle inrättades 24 oktober 1890 och upplöstes vid årsskiftet 1951/1952.
Vid kommunreformen 1952 bildades fyra "storkommuner" i området: Forserum (av de tidigare kommunerna Barkeryd och Forserum), Malmbäck (av Almesåkra och Malmbäck), Norra Sandsjö (av Bringetofta och Norra Sandsjö) samt Solberga (av Flisby och Norra Solberga). Nässjö stad och Bodafors köping förblev oförändrade.
Nässjö kommun bildades vid kommunreformen 1971 av Nässjö stad, Bodafors köping samt landskommunerna Forserum, Malmbäck, Norra Sandsjö och Solberga. Den 1 januari 1974 överfördes ett område på cirka 46 kvadratkilometer, innehållande 199 invånare, från Nässjö kommun till Sävsjö kommun.  Den 1 januari 1975 överflyttades till kommunen ett område med 406 invånare från Vetlanda kommun och Björkö församling.
Kommunen ingår sedan bildandet i Eksjö tingsrätts domsaga.

## Geografi
Nässjö kommun är belägen i de norra delarna av landskapet Småland och gränsar till Aneby kommun i norr, Eksjö kommun och Vetlanda kommun i öster, Sävsjö kommun i söder, Vaggeryds kommun i sydväst samt Jönköpings kommun i väster, alla i Jönköpings län. Emån rinner upp från Storesjön norr om Bodafors varifrån den först rinner söderut innan den tar av åt öster.
Kommunen ligger i Tveta, Vedbo och Njudung, tre av Smålands traditionella små länder.

### Topografi och hydrografi
Kommunen ligger på det som brukar benämnas småländska höglandet. Den högsta punkten är Tomtabacken, tillika högsta punkten i hela Götaland, som sträcker sig 377 meter över havet.
Graniter och sedimentära bergarter som sandsten och lerskiffer dominerar kommunens berggrund. Den är i sin tur täckt med morän och, i dalgångarna, tjocka lager grus- och sandavlagringar. Moränen är bevuxen med skog. I sprickdalarna finns långsträckta smala sjöar vilka omges av terrasser, platåer, rullstensåsar, deltan och dödisgropar. Till största del är dalstråken uppodlade och hagmarker har bevarats. Landskapsbilden kan därför te sig ålderdomlig.
Nedan presenteras andelen av den totala ytan 2020 i kommunen jämfört med riket.
|  | Bebyggelse (5,7 %) |

|  | Skog (71,9 %) |

|  | Öppen myrmark (2,6 %) |

|  | Jordbruksmark (12,7 %) |

|  | Övrig mark (7,2 %) |

|  | Bebyggelse (3,1 %) |

|  | Skog (68,0 %) |

|  | Öppen myrmark (7,2 %) |

|  | Jordbruksmark (7,4 %) |

|  | Övrig mark (14,3 %) |

### Naturskydd
År 2023 fanns sex naturreservat i Nässjö kommun. Barkerydssjön blev naturreservat 2010. Reservatet är beläget centralt på Sydsvenska höglandet och sjön med samma namn utgör ett värdefullt våtmarkskomplex. Sjön är omgiven av skogs- och myrmark, strandäng och betesmark.

### Administrativ indelning
Fram till 2016 var kommunen för befolkningsrapportering indelad i sju församlingar: Almesåkra församling, Barkeryd-Forserums församling, Bringetofta församling, Malmbäcks församling, Norra Sandsjö församling, Norra Solberga-Flisby församling och Nässjö församling.

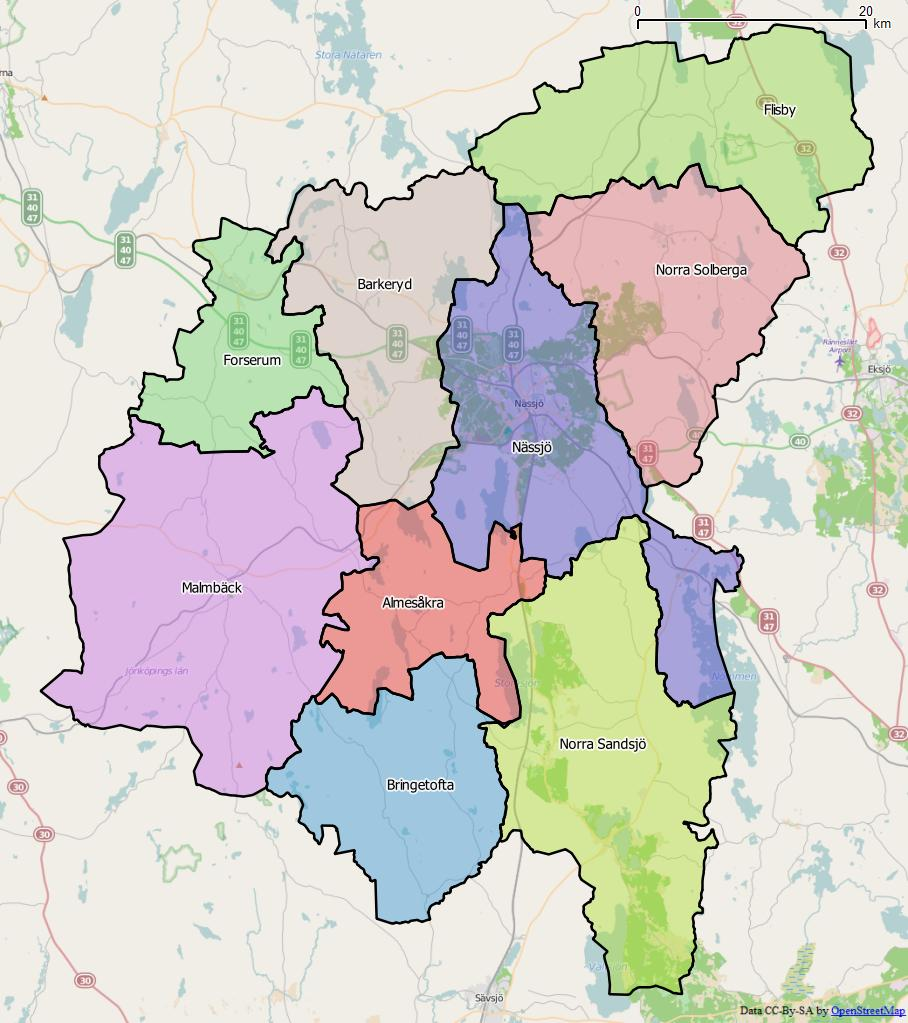
Distrikt (socknar) inom Nässjö kommun

Från 2016 indelas kommunen istället i nio  distrikt, vilka motsvarar de tidigare socknarna: Almesåkra, Barkeryd, Bringetofta, Flisby, Forserum, Malmbäck, Norra Sandsjö, Norra Solberga och Nässjö.

### Tätorter
Det finns 11 tätorter i Nässjö kommun. I tabellen presenteras orterna i storleksordning per den 31 december 2015.  
|    | Tätort      | Befolkning |
| -- | ----------- | ---------- |
| 1  | Nässjö      | 17 719     |
| 2  | Forserum    | 2 080      |
| 3  | Bodafors    | 1 957      |
| 4  | Malmbäck    | 1 087      |
| 5  | Anneberg    | 834        |
| 6  | Solberga    | 370        |
| 7  | Grimstorp   | 341        |
| 8  | Fredriksdal | 305        |
| 9  | Äng         | 278        |
| 10 | Stensjön    | 244        |
| 11 | Ormaryd     | 216        |

Centralorten är i fet stil.

## Styre och politik

### Styre
Sedan valet 2022 styrs kommunen av en fyrklöver, bestående av Socialdemokraterna, Kristdemokraterna, Centerpartiet och Vänsterpartiet.
| 1994–1998 | S | C  | FP   |   |
| 1998–2002 | S | C  | FP   | V |
| 2002–2006 | S | C  | FP   |   |
| 2006–2010 | S | V  | SAFE |   |
| 2010–2014 | S | C  | FP   | V |
| 2014–2018 | S | M  | C    | V |
| 2018–2022 | S | KD | C    |   |
| 2022–2026 | S | KD | C    | V |

### Kommunfullmäktige

#### Presidium
| Presidium 2022–2026    | Presidium 2022–2026 | Presidium 2022–2026         |
| ---------------------- | ------------------- | --------------------------- |
| Ordförande             | KD                  | Pernilla Ivarsson           |
| Förste vice ordförande | S                   | Anita Sjöberg               |
| Andre vice ordförande  | M                   | Ann-Charlotte Ekman Hellman |

#### Lista över kommunfullmäktiges ordförande
| Namn | Namn                   | Tillträdde | Avgick |
| ---- | ---------------------- | ---------- | ------ |
|      | Kurt Johansson (S)     | 2010       | 2022   |
|      | Pernilla Ivarsson (KD) | 2022       |        |

#### Mandatfördelning 1970–2022
|  | 25 | 14 | 9 |  | 6 |

| 51 |

|  | 25 | 16 | 6 | 3 | 6 |

| 47 | 10 |

|  | 25 | 16 | 7 |  | 6 |

| 48 | 9 |

|  | 26 | 14 | 6 |  | 8 |

| 42 | 15 |

| 27 | 12 | 4 | 4 | 10 |

| 46 | 11 |

| 27 | 11 | 6 | 4 | 9 |

| 44 | 13 |

| 27 |  | 10 | 6 | 4 | 8 |

| 42 | 15 |

| 18 | 9 | 7 | 4 | 8 | 11 |

| 44 | 13 |

|  | 22 | 8 | 7 | 4 | 5 | 10 |

| 35 | 22 |

|  | 19 | 10 | 6 | 3 | 9 | 8 |

| 37 | 20 |

|  | 20 | 10 | 5 | 3 | 9 | 8 |

| 39 | 18 |

|  | 18 | 11 | 5 | 3 | 9 | 10 |

| 37 | 20 |

|  | 20 |  | 3 | 4 | 4 | 4 | 7 | 11 |

| 33 | 24 |

|  | 17 | 4 | 4 | 11 | 4 |  | 7 | 8 |

| 33 | 24 |

|  | 15 |  |  | 12 | 5 | 4 | 8 | 7 |

| 30 | 27 |

|  | 15 |  | 3 | 16 | 4 | 3 | 6 | 7 |

| 35 | 22 |

### Nämnder

#### Kommunstyrelse
| Presidium 2022–2026    | Presidium 2022–2026 | Presidium 2022–2026 |
| ---------------------- | ------------------- | ------------------- |
| Ordförande             | S                   | Sara Lindberg       |
| Förste vice ordförande | KD                  | Kent Karlsson       |
| Andre vice ordförande  | SD                  | Leif Ternstedt      |

#### Lista över kommunstyrelsens ordförande
| Namn | Namn                 | Från         | Till         | Politisk tillhörighet |
| ---- | -------------------- | ------------ | ------------ | --------------------- |
|      | Greger Phalén        | 1991         | 2005         | Socialdemokraterna    |
|      | Bo Zander            | 2005         | 2014         | Socialdemokraterna    |
|      | Anna-Carin Magnusson | 2014         | 31 mars 2022 | Socialdemokraterna    |
|      | Sara Lindberg        | 1 april 2022 |              | Socialdemokraterna    |

#### Övriga nämnder
Avser mandatperioden 2022–2026.
| Nämnder                      | Ordförande | Ordförande        | Vice ordförande | Vice ordförande   | Andre vice ordförande | Andre vice ordförande |
| ---------------------------- | ---------- | ----------------- | --------------- | ----------------- | --------------------- | --------------------- |
| Barn- och utbildningsnämnden | S          | Carla Habib       | KD              | Annika Karlsson   | SD                    | Magnus Hellström      |
| Kultur- och fritidsnämnden   | S          | Sylve Jergefelt   | KD              | Kent Karlsson     | SD                    | Jan-Erik Karlsson     |
| Samhällsplaneringsnämnden    | KD         | Ingemar Oscarsson | S               | Patrik Swahn      | M                     | Hans-Christer Hellman |
| Socialnämnden                | S          | Lindha Hjälm      | KD              | Siw Damberg       | M                     | Torgny Tilstam        |
| Tekniska servicenämnden      | S          | Erik Wågman       | C               | Ronnie Johansson  | M                     | Jan Andersson         |
| Parlamentarisk nämnd         | S          | Bo Zander         | SD              | Torbjörn Trägårdh |                       |                       |
| Valnämnden                   | KD         | Siw Damberg       | SD              | Gerd Lagerqvist   |                       |                       |

### Valresultat 2022
| Parti                            | Valdistrikt           | Valdistrikt | Kommun  |
| Parti                            | Starkaste             | Andel       | Andel   |
| -------------------------------- | --------------------- | ----------- | ------- |
| SD                               | Nässjö landsbygd      | 35,93 %     | 27,40 % |
| S                                | Runneryd              | 45,84 %     | 25,66 % |
| M                                | Åker                  | 16,19 %     | 12,91 % |
| KD                               | Malmbäck              | 20,76 %     | 10,98 % |
| C                                | Grimstorp/Sandsjöfors | 15,19 %     | 6,04 %  |
| L                                | Ingsberg              | 9,08 %      | 5,71 %  |
| SAFE                             | Nässjö centrum        | 6,46 %      | 4,66 %  |
| V                                | Norrboda              | 5,99 %      | 3,94 %  |
| MP                               | Bodafors              | 3,86 %      | 2,34 %  |
| Data hämtat från Valmyndigheten. |                       |             |         |

Exklusive uppsamlingsdistrikt. Partier som fått mer än en procent av rösterna i minst ett valdistrikt redovisas.

## Ekonomi och infrastruktur

### Näringsliv
I början av 2020-talet dominerades det lokala näringslivet av småföretag; framförallt inom tillverkningsindustrin där många företag hade fem eller färre anställda. Bland större företag inom industrisektorn återfanns Jeld-Wen Sverige AB, Industrilås AB och Draka Kabel AB. Andra större arbetsgivare var Infranord AB PostNord AB och kommunen själv med 3 675 anställda 2022. Samtidigt var Jeld-Wen Sverige AB den största privata arbetsgivaren med 375 anställda.

### Infrastruktur

#### Transporter
Kommunen genomkorsas i öst-västlig riktning av riksväg 31/riksväg 40. Kommunens sydöstra del genomkorsas av länsväg 128 i nord-sydlig riktning.
Nässjö är en järnvägsknut. I nord-sydlig riktning löper Södra stambanan som trafikeras av SJ:s fjärrtåg och Krösatågens regiontåg. Åt nordväst sträcker sig Jönköpingsbanan som trafikeras av Västtågens och Krösatågens regiontåg. Västtågen stannar i Nässjö och Forserum. Åt sydväst sträcker sig Järnvägslinjen Halmstad-Nässjö som trafikeras av Krösatågens regiontåg med stopp i Nässjö och Malmbäck. Åt öster sträcker sig Bockabanan mot Eksjö som trafikeras av Krösatågen med stopp vid Nässjö, Brinellgymnasiet och Ormaryd. Åt sydöst sträcker sig Järnvägslinjen Nässjö–Vetlanda–Åseda som även den trafikeras av Krösatågen med stopp i Nässjö och Stensjön.

## Befolkning

### Demografi

#### Befolkningsutveckling
Kommunen har 31 587 invånare (31 december 2024), vilket placerar den på 86:e plats avseende folkmängd bland Sveriges kommuner.
| Befolkningsutvecklingen i Nässjö kommun 1970–2020 | Befolkningsutvecklingen i Nässjö kommun 1970–2020 | Befolkningsutvecklingen i Nässjö kommun 1970–2020 | Befolkningsutvecklingen i Nässjö kommun 1970–2020 | Befolkningsutvecklingen i Nässjö kommun 1970–2020 |
| ------------------------------------------------- | ------------------------------------------------- | ------------------------------------------------- | ------------------------------------------------- | ------------------------------------------------- |
|                                                   |                                                   |                                                   |                                                   |                                                   |
| År                                                |                                                   |                                                   | Folkmängd                                         |                                                   |
| 1970                                              | 1970                                              |                                                   | 33 536                                            |                                                   |
| 1975                                              | 1975                                              |                                                   | 32 591                                            |                                                   |
| 1980                                              | 1980                                              |                                                   | 31 694                                            |                                                   |
| 1985                                              | 1985                                              |                                                   | 30 786                                            |                                                   |
| 1990                                              | 1990                                              |                                                   | 30 767                                            |                                                   |
| 1995                                              | 1995                                              |                                                   | 30 562                                            |                                                   |
| 2000                                              | 2000                                              |                                                   | 29 495                                            |                                                   |
| 2005                                              | 2005                                              |                                                   | 29 314                                            |                                                   |
| 2010                                              | 2010                                              |                                                   | 29 339                                            |                                                   |
| 2015                                              | 2015                                              |                                                   | 30 451                                            |                                                   |
| 2020                                              | 2020                                              |                                                   | 31 563                                            |                                                   |

## Kultur

### Kulturarv
I naturreservatet Vikskvarn finns kulturhistoriska lämningar i form av bland annat en kvarngrund och rester av en dammvall. Dessa vittnar om områdets långa industrihistoria. Där har funnits både kvarnar och sågverk sedan åtminstone 1700-talet. Under denna period fanns även bostäder i området.

### Kommunvapen
Blasonering:  En sköld av guld med ett blått kugghjul, däröver en blå chef med trenne grankottar av sagda metall.
Vapnet utarbetades av dåvarande riksheraldikern och fastställdes för Nässjö stad år 1918. Kugghjulet symboliserar industri och järnväg. Sex banor strålade då samman, vilket kan antydas av hjulets sex ekrar. Antalet nämns dock inte i blasoneringen. Kottarna ska syfta på den skogrika omgivningen. Efter kommunbildningen 1971 registrerades det gamla stadsvapnet oförändrat, medan Bodafors vapen från 1948 upphörde.

Bodafors köping (1948–70)